# Pterinopelma
Pterinopelma is een geslacht van spinnen uit de familie vogelspinnen (Theraphosidae).

## Soorten
De volgende soorten zijn bij het geslacht ingedeeld:
- Pterinopelma sazimai Bertani, Nagahama & Fukushima, 2011
- Pterinopelma vitiosum (Keyserling, 1891)